# Souzy-la-Briche
Souzy-la-Briche és un municipi francès, situat al departament de l'Essonne i a la regió de Illa de França. L'any 2007 tenia 375 habitants.
Forma part del cantó de Dourdan, del districte d'Étampes i de la Comunitat de comunes Entre Juine et Renarde.

## Demografia

### Població
El 2007 la població de fet de Souzy-la-Briche era de 375 persones. Hi havia 140 famílies, de les quals 32 eren unipersonals (28 homes vivint sols i 4 dones vivint soles), 32 parelles sense fills, 56 parelles amb fills i 20 famílies monoparentals amb fills.
La població ha evolucionat segons el següent gràfic:
Habitants censats

### Habitatges
El 2007 hi havia 148 habitatges, 138 eren l'habitatge principal de la família, 4 eren segones residències i 6 estaven desocupats. 114 eren cases i 11 eren apartaments. Dels 138 habitatges principals, 91 estaven ocupats pels seus propietaris, 43 estaven llogats i ocupats pels llogaters i 4 estaven cedits a títol gratuït; 4 tenien una cambra, 27 en tenien dues, 19 en tenien tres, 23 en tenien quatre i 65 en tenien cinc o més. 99 habitatges disposaven pel capbaix d'una plaça de pàrquing. A 45 habitatges hi havia un automòbil i a 66 n'hi havia dos o més.

### Piràmide de població
La piràmide de població per edats i sexe el 2009 era:
| Homes | Edats   | Dones |
| ----- | ------- | ----- |
| 0     | 95 o +  | 0     |
| 0     | 90 a 94 | 0     |
| 0     | 85 a 89 | 0     |
| 0     | 80 a 84 | 0     |
| 8     | 75 a 79 | 4     |
| 4     | 70 a 74 | 8     |
| 4     | 65 a 69 | 0     |
| 4     | 60 a 64 | 4     |
| 16    | 55 a 59 | 8     |
| 28    | 50 a 54 | 12    |
| 16    | 45 a 49 | 28    |
| 20    | 40 a 44 | 8     |
| 24    | 35 a 39 | 8     |
| 8     | 30 a 34 | 32    |
| 20    | 25 a 29 | 32    |
| 16    | 20 a 24 | 20    |
| 12    | 15 a 19 | 20    |
| 16    | 10 a 14 | 16    |
| 20    | 5 a 9   | 8     |
| 32    | 0 a 4   | 16    |

## Economia
El 2007 la població en edat de treballar era de 233 persones, 172 eren actives i 61 eren inactives. De les 172 persones actives 148 estaven ocupades (81 homes i 67 dones) i 24 estaven aturades (12 homes i 12 dones). De les 61 persones inactives 20 estaven jubilades, 18 estaven estudiant i 23 estaven classificades com a «altres inactius».

### Ingressos
El 2009 a Souzy-la-Briche hi havia 112 unitats fiscals que integraven 293 persones, la mediana anual d'ingressos fiscals per persona era de 24.859 €.

### Activitats econòmiques
Dels 8 establiments que hi havia el 2007, 1 era d'una empresa extractiva, 2 d'empreses de construcció, 2 d'empreses de comerç i reparació d'automòbils, 1 d'una empresa d'informació i comunicació i 2 d'empreses classificades com a «altres activitats de serveis».
Dels 2 establiments de servei als particulars que hi havia el 2009, 1 era un guixaire pintor i 1 lampisteria.
L'any 2000 a Souzy-la-Briche hi havia 5 explotacions agrícoles.

## Equipaments sanitaris i escolars
El 2009 hi havia una escola elemental integrada dins d'un grup escolar amb les comunes properes formant una escola dispersa.

## Poblacions més properes
El següent diagrama mostra les poblacions més properes.